# Allium simillimum
Allium simillimum — вид трав'янистих рослин родини амарилісові (Amaryllidaceae), ендемік штатів Айдахо й Монтана, США.

## Опис
Цибулини, як правило, одиночні, яйцеподібні, 0.8–1.6 × 0.6–1.4 см; зовнішні оболонки буруваті, перетинчасті; внутрішні оболонки від білих до рожевих. Листки, як правило, в'януть зі стеблиною, зелені в період цвітіння, 2; листові пластини плоскі до ± циліндричних, лінійні, широко жолобчасті, 4–22 см × 1–2 мм. Стеблина утворює розламний шар, опадає з листям після дозрівання насіння, одиночна, прямостійна, злегка сплющена, дуже вузькокрила чи ні, 1–5 см × 0.5–2 мм. Зонтик стійкий, прямостійний, компактний, 5–15-квітковий, півсферичний, цибулинки невідомі. Квіти дзвінчасті, 5–9 мм; листочки оцвітини прямостійні, білі з зеленими або червонуватими головними жилками або рідко рожеві, від довгастих до ланцетних, краї від неясно до чітко зубчастих, верхівка від тупої до загостреної. Пиляки пурпурові або строкато пурпурові та білі; пилок білий або сірий. Насіннєвий покрив тьмяний або блискучий. 2n = 14.
Період цвітіння: квітень — червень.

## Поширення
Ендемік штатів Айдахо й Монтана, США.
Населяє грубі, піщані ґрунти гранітного, вапняного або базальтового походження; 1800–3400 м.